# Hallo Hautekiet
Hallo Hautekiet was een Vlaams radioprogramma dat van 1993 tot 1999 elke woensdagnamiddag te horen was op Studio Brussel en gepresenteerd werd door Jan Hautekiet. Het was een van de populairste programma's van de zender.

## Concept
Het programma was een live verzoekprogramma, waarbij luisteraars konden bellen en dan rechtstreeks in de uitzending te horen waren. Indien ze echter niet gevat of interessant genoeg waren werd hun uitleg begeleid door geluidseffecten die door de zender zelf of door Producer Dirk Stoops werden toegevoegd of werden ze zelfs botweg uit het programma gegooid. Hautekiet belde ook geregeld zelf mensen op die dan zonder het te weten op antenne waren.
Uiteindelijk werd het programma een cultfenomeen met zowel felle voor- als tegenstanders. Men vond het ofwel zeer goed en anders onuitstaanbaar. In 1994 werd Hautekiet in Humo's Pop Poll zelf tegelijk tot "Bekwaamste Radiofiguur" en "Ergerlijkste Radiofiguur" verkozen.
Na een tijd was er een aantal vaste bellers, zoals mevrouw Perwez (de moeder van Kloot Per W), Tante Nies met een wekelijkse "Milieu-tip", en Jos Bosmans (typetje van Bart Peeters), die het programma afsloot met een zelfgemaakt gedicht. Andere vaste klanten waren ook Luc Van de Walle uit Aalter en dichter Danny Smolders uit Olen.
In 1999 werd het programma opgedoekt en was het voor de gelegenheid live ook op Canvas te zien. "Hallo Hautekiet" kwam eenmalig terug op vrijdag 30 augustus 2002 bij het afscheid van Jan Hautekiet als nethoofd van Studio Brussel. Op 8 juni 2018 was er nog eenmalig een nachtuitzending van Hallo Hautekiet, ter gelegenheid van het pensioen van Jan Hautekiet.

## Omgang met taal
Jan Hautekiet was voorstander van een correct taalgebruik en had tijdens het programma enkele vaste aandachtspuntjes: zo reageerde hij steevast op noemen/heten-fouten, vaak door de verbinding te verbreken. Een ander stokpaardje was het verschil tussen plaatsvinden en doorgaan, als bellers vermeldden dat er een evenement ging "doorgaan" dan vroeg hij steeds of het dan eerder afgelast was, tenzij dit het geval was moest het immers "plaatsvinden" zijn.

## Sponsoring
Het programma werd gedurende lange tijd gesponsord door Axion, de toenmalige jongerenrekening van het Gemeentekrediet. Gekoppeld aan deze jongerenrekening was er een service waarbij jongeren een vraag konden stellen die binnen de 24 uur moest beantwoord worden. Bij een uitzending werd ter promotie van deze service een vraag gesteld aan het begin van de uitzending die op het einde van de uitzending moest beantwoord worden.

## Medewerkers
Behalve Jan Hautekiet, werd ook regelmatig verwezen naar Dirk Stoops de "producer" die tevens verantwoordelijk was voor de keuze van de platen en het ontdekken van de "typetjes" die in het programma opdoken.

## Speciale uitzending
In de derde aflevering van het tweede seizoen van het populaire televisieprogramma Schalkse Ruiters besloten Bart De Pauw en Tom Lenaerts ook eens een onbekende Vlaming als gastpanellid uit te nodigen in plaats van altijd een bekende Vlaming. Ze kondigden een oproep aan via Hallo Hautekiet en kozen toen een van de vaste bellers: Luc Van de Walle.